# Mark Feuerstein

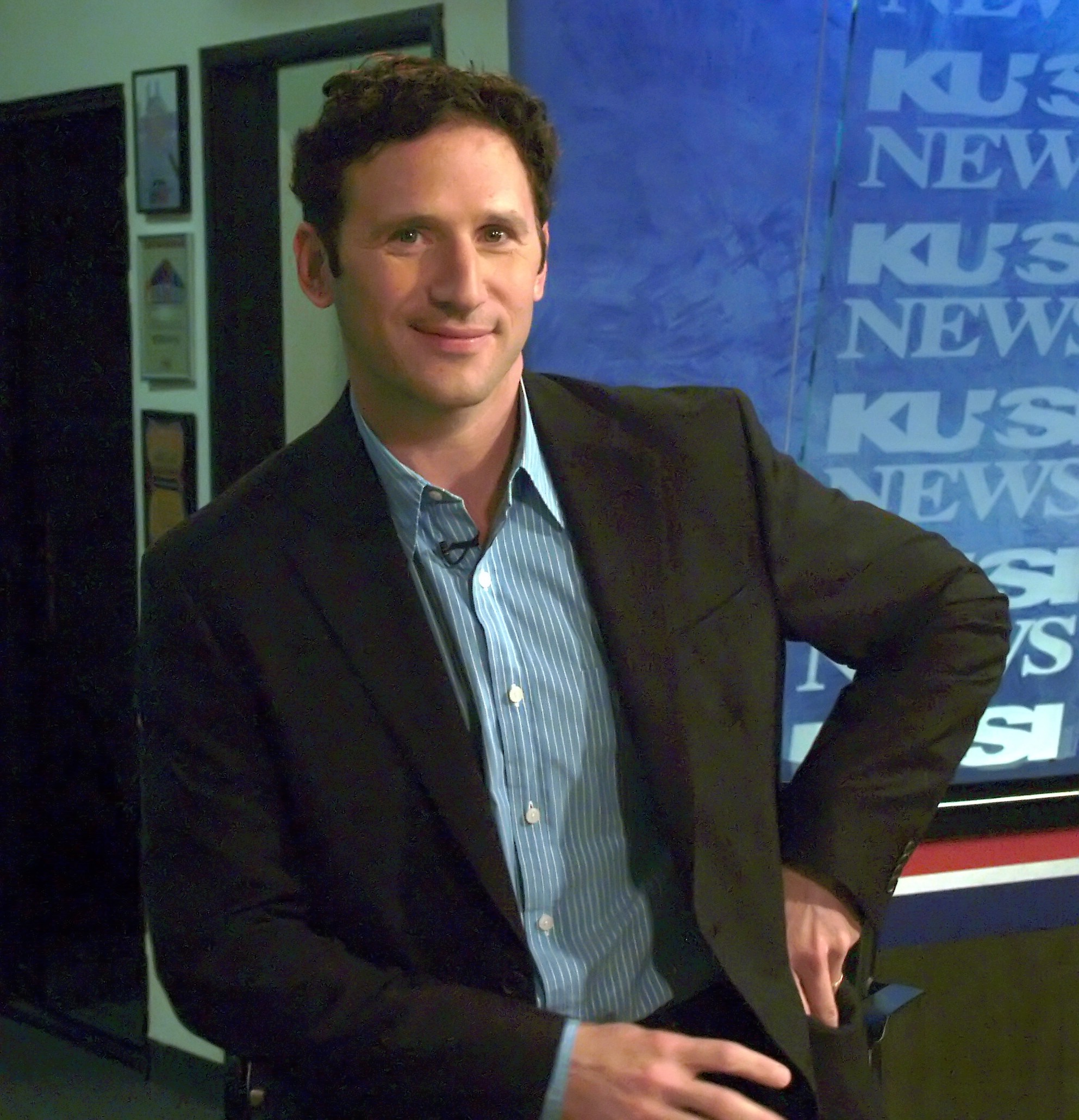
Mark Feuerstein

Mark Feuerstein (* 8. Juni 1971 in New York City) ist ein US-amerikanischer Schauspieler. Im deutschsprachigen Raum ist er hauptsächlich durch seine Verkörperung der Hauptrolle Dr. Henry „Hank“ Lawson in der Fernsehserie Royal Pains bekannt.

## Leben und Karriere
Mark Feuerstein war während seiner High-School-Zeit Wrestler und gewann die Landesmeisterschaften. Nach seinem Abschluss an der Universität Princeton im Jahr 1993 erhielt er ein Stipendium für die Royal Academy of Dramatic Art. Sein Durchbruch im US-amerikanischen Fernsehen gelang ihm mit einer wiederkehrenden Rolle in der Seifenoper Loving, die jedoch 1995 abgesetzt wurde. Danach hatte er zahlreiche Gastauftritte in Fernsehserien wie Caroline in the City, Ally McBeal oder Sex and the City.
1998 spielte er die namensgebende Hauptrolle in der kurzlebigen Comedy-Serie Conrad Bloom. Von 2002 bis 2004 spielte er in beiden Staffeln der Serie Good Morning, Miami die Hauptrolle des Jake Silver neben Constance Zimmer und Ashley Williams.
Für seine Rolle als Morgan Farwell in der Komödie Was Frauen wollen wurde Feuerstein als Beliebtester Nebendarsteller in einer Komödie/Romanze (Favorite Supporting Actor - Comedy/Romance) für einen Blockbuster Entertainment Award 2001 nominiert. Im Jahr 2002 erhielt er eine Nebenrolle in der Filmkomödie Ein Chef zum Verlieben, die Szenen mit ihm fanden in der Endfassung des Films jedoch keine Verwendung. Seine Rolle wurde trotzdem im Abspann des Films erwähnt. 2005 war er im Spielfilm In den Schuhen meiner Schwester zu sehen.
In der Drama-Serie 3 lbs. stellte er 2006 den Arzt Dr. Jonathan Seger dar, die Serie wurde nach acht Folgen eingestellt. 2009 war Feuerstein erneut als Hauptdarsteller einer Serie zu sehen, The Hustler kam auf elf Folgen. Aufgrund der Vielzahl an gescheiterten Fernsehserien mit Feuerstein wurde er auch als Sitcom-Kryptonit oder Murderer of a Thousand Sitcoms bezeichnet.
Von 2009 bis 2016 spielte er die Hauptrolle des Dr. Henry „Hank“ Lawson in der USA-Network-Serie Royal Pains. In der Serie spielt er einen Arzt, der nach einem angeblichen Behandlungsfehler entlassen wurde und zufällig in den Hamptons zum Concierge-Arzt wohlhabender Privatpatienten wird.

## Filmografie (Auswahl)
- 1995–1996: Loving (Fernsehserie)
- 1996–1997: Caroline in the City (Fernsehserie, 8 Folgen)
- 1998: Ally McBeal (Fernsehserie, Folge 3x13)
- 1998: Zauberhafte Schwestern (Practical Magic)
- 1998: Conrad Bloom (Fernsehserie)
- 1999: Sex and the City (Fernsehserie, Folge 2x04)
- 1999: Giving it up
- 1999: Die Muse (The Muse)
- 1999: 30 Days
- 2000: Rules – Sekunden der Entscheidung (Rules of Engagement)
- 2000: Woman on Top
- 2000: Was Frauen wollen (What Women Want)
- 2001–2005: The West Wing – Im Zentrum der Macht (The West Wing, Fernsehserie, 7 Folgen)
- 2002: Three Days of Rain
- 2002: Ein Chef zum Verlieben (Two Weeks Notice, nicht verwendete Szenen)
- 2002: Balkanization
- 2002: Abandon – Ein mörderisches Spiel (Abandon)
- 2002–2004: Good Morning, Miami (Fernsehserie)
- 2005: The Closer (Fernsehserie, Folge 1x05)
- 2005: In den Schuhen meiner Schwester (In Her Shoes)
- 2005, 2022: Law & Order (Fernsehserie, Folgen 16x11, 22x07)
- 2006: Shut Up and Sing
- 2006: 3 lbs. (Fernsehserie)
- 2008: Defiance – Für meine Brüder, die niemals aufgaben (Defiance)
- 2009: The Hustler (Fernsehserie)
- 2009–2016: Royal Pains (Fernsehserie)
- 2010: Knucklehead – Ein bärenstarker Tollpatsch (Knucklehead)
- 2015: Larry Gaye – völlig abgehoben! (Larry Gaye: Renegade Male Flight Attendant)[2]
- 2017: 9JKL (Fernsehserie, 8 Folgen)
- 2017: Prison Break
- 2018: BoJack Horseman (Fernsehserie, Episode 5x04, Stimme)
- 2019: Law & Order: Special Victims Unit (Fernsehserie, Folge 20x11)
- 2020–2021: Der Babysitter-Club (The Baby-Sitters Club, Fernsehserie)